# 러플 (소프트웨어)
Ruffle은 SWF 파일을 위한 어도비 플래시 플레이어의 에뮬레이터이다. 현재 GitHub에서 오픈 소스 개발 하에 있다.

## 특징
Ruffle은 데스크탑 클라이언트로서와 웹 클라이언트로서, 러스트 언어로 제공되어 있다.
현재, Ruffle은 액션스크립트 1/2.0을 사용하는 초기 플래시 컨텐츠를 지원하며, 액션스크립트 3.0도 지원할 예정이다.

## 역사
2016년, 마이크 웰시는 Fluster라는 프로젝트를 시작했다. 나중에 Ruffle로 이름을 바꾼 이 프로젝트는, 러스트 언어로 쓰인, 데스크탑과 웹 클라이언트를 갖춘 플래시 플레이어로 진화했다.
2019년과 2020년 사이, 몇 웹사이트가 Ruffle 사용을 밝혔다.
Newgrounds는 모든 플래시 콘텐츠에 Ruffle을 사용하고, 모든 플래시 엠베드 코드는 Ruffle의 것으로 바꿀 것이라고 밝혔다. 2020년 9월, 인터넷 아카이브는 플래시 게임과 애니메이션을 보존하기 위하여 Ruffle을 사용할 것이라고 밝혔다. 2020년 12월, Armor Games가 플래시 컨텐츠 플레이어로 Ruffle을 사용할 것임을 밝혔고, Homestar Runner도 애니메이션과 게임 재생에 Ruffle의 사용을 밝혔다.
2021년 2월, 퍼리 팬덤 아트 사이트 Fur Affinity가 사이트 내 모든 플래시 컨텐츠에 Ruffle을 사용할 것을 밝혔다.

## 같이 보기
- Haxe
- 셤웨이 (소프트웨어)